# Vărășeni, Bihor
Vărășeni este un sat în comuna Răbăgani din județul Bihor, Crișana, România. La recensământul din 2002 avea o populație de 467 locuitori.
Biserica de lemn ,, Sf. Trei Ierarhi"   din Vărășeni a fost găsită în anul 1752, de Meletie Covaci.